# Саадет Ґерай
Саадет Ґерай (سعادت كراى‎; д/н — 1762/1763) — сераскер Кубанської орди у 1745—1751, 1755—1756 і 1758 роках, калга у 1758—1762/1763 роках.

## Життєпис
Другий син Бахти Герая, кубанського сераскера. Після загибелі батька 1729 року діяв разом зі старшим братом Селім Ґераєм, що був кубанським сераскером близько 1735—1745 років. 1733 року брав участь у поході кубанського сераскера Хаджи Ґерая на Кавказ під час османо-перської війни. У 1736 року під час російського походу на Кубань разом з братами відступив до гірських районів. 1737 року брав участь у  потужному поході на землі Війська Донського. Після смерті Селім Ґерая близько 1745 року став новим кубанським сераскером.
У 1740-х роках активно підтримував калмицьких нойонів і зайсангів, невдоволених російською політикою. Надав низці калмиків прихисток на Кубані, зокрема нойонові Бодонгу. 1747 року домовився з калмицьким ханом Дондук-тайши щодо вільного переходу того до Криму (для допомоги ханові) на випадок початку війни Російської і Османської імперій.
1751 року підтримав брата Гази Ґерая та «кашкатауську партію» кабардинських князів проти кримського хана Арслан Ґерая, але того ж вимушен був поступитися посадою Максуд Ґераю. В наступні роки разом з вірними ногайцями та союзними кабардинцями виступив проти кубанським сераскерів Максуд Ґерая, Бахадир Ґерай і Селім Ґерая (сина колишнього хана Арслан Ґерая), Кирим Ґераєм (сином хана Халім Ґерая), внаслідок чого вони швидко змінювалися на посаді. 1755 року почав потужне повстання на Кубані проти Кирим Ґерая, якого було вигнано з орди.
За цим почав перемовини з сераскирам Єдисанської і Джамбуйлуцької орд, почав збирати загони черкесів. В свою чергу російський уряд намагався використати цю ситуацію для втручання у внутрішні справи Кримського ханства. За цієї ситуації хан призначив Саадет Ґерая кубанським сераскером. Проте 1756 року новий кримський хан Халім Ґерай 1756 року призначив сераскером свого сина Кирим Ґерая.
1757 року Саадет Ґерай, що зберігав фактчину владу на Кубані, вирішив виступити проти хана. Ситуцію намагався врятувати калга Девлет Ґерай, але без успіху. До серпня 1758 року Саадет Ґерай вигнав Кирим Ґерая з Кубані. За цим повстали Буджацька, Єдисанська і Джамбуйлуцька орди. У жовтні Халім Ґераябуло повалено, а новим ханом став Кирим Ґерай, сераскер Буджацької орди.
Втім кубанським сераскером було призначено іншого Саадет Ґерая, брата калги Хаджі Ґерая (сина Махмуд Ґреая іонука хана Девлет II Ґерая). Після втрати того ж року Хаджі посади калги новим серасером кубанської орди став Саадет Ґерай. Того ж 1758 року він призначається калгою, а сераскером стає його брат Гази Ґерай. 1762 року Саадет Ґерай вивівчастину ногайців з Кубані, завдавши поразки Бахадир Ґераю, що намагався завадити цьому.
Помер 1762 або 1763 року, поховано біля Бахчисарайського ханського палацу.